# 南青山 (東京都港区)
南青山（みなみあおやま）は、東京都港区の地名。現行行政町名は南青山一丁目から南青山七丁目。赤坂地区総合支所管内に属する地域である。住居表示実施済区域。

## 概要

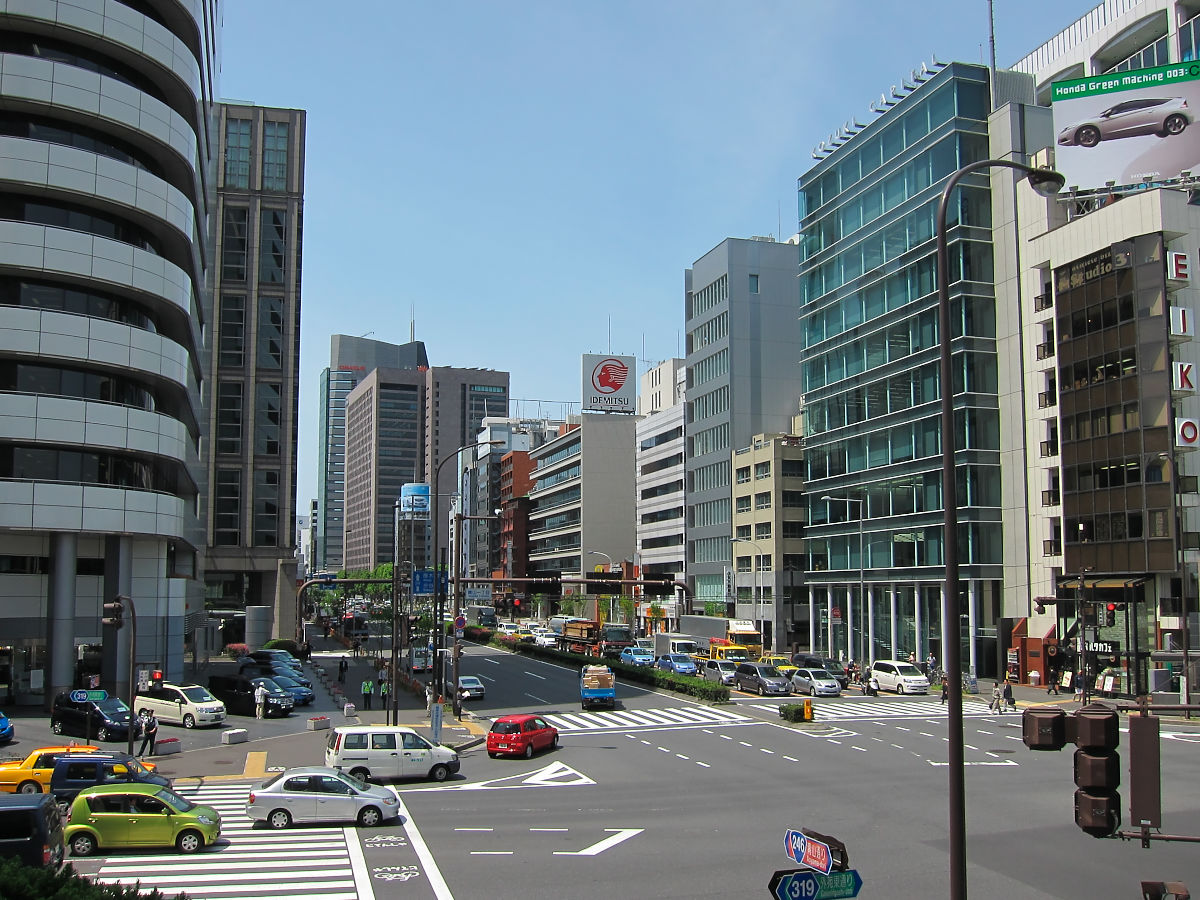
青山一丁目交差点（画像左側が南青山、青山通りを挟み右側が北青山）

現在の東京で「青山」と呼ばれる町域のうち、青山通り（国道246号線）の北側が北青山であるのに対して、南側が南青山となっている。1966年に住居表示が施行される以前の赤坂青山南町1丁目から6丁目と赤坂青山高樹町が現在の南青山となった。

## 地価
住宅地の地価は、2025年（令和7年）1月1日の公示地価によれば、南青山2-4-11の地点で275万円/m2、南青山4-20-4の地点で322万円/m2となっている。

## 歴史

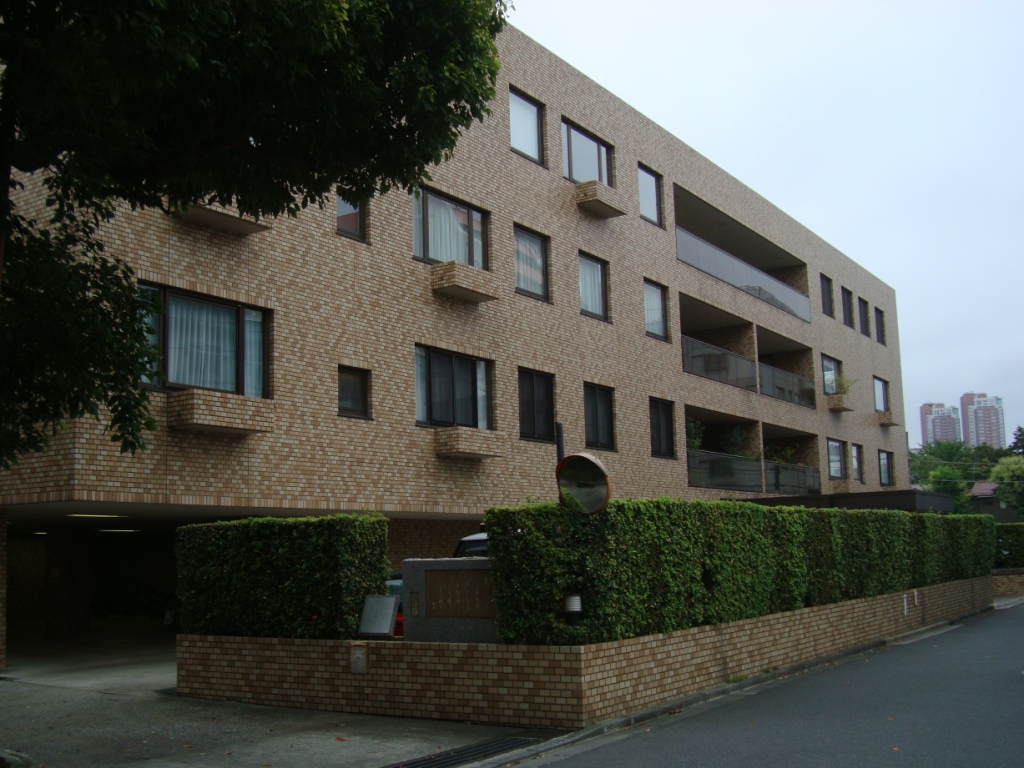
青山脳病院跡、南青山4丁目

- 1966年（昭和41年）10月1日 - 住居表示を実施し南青山一丁目から七丁目を新設[7]

### 町名の変遷
| 実施後       | 実施年月日    | 実施前（特記なければ各町丁ともその一部）                                                                                   |
| ------------ | ------------- | --- |
| 南青山一丁目 | 1966年10月1日 | 赤坂青山南町一丁目、麻布新龍土町、赤坂新坂町（全域）、赤坂檜町（全域）                                                     |
| 南青山二丁目 | 1966年10月1日 | 赤坂青山南町一丁目、赤坂青山南町五丁目、赤坂青山南町二丁目（全域）、赤坂青山南町三丁目（全域）、赤坂青山南町四丁目（全域） |
| 南青山三丁目 | 1966年10月1日 | 赤坂青山南町五丁目、赤坂青山南町六丁目                                                                                     |
| 南青山四丁目 | 1966年10月1日 | 赤坂青山南町五丁目、赤坂青山南町六丁目、麻布笄町                                                                           |
| 南青山五丁目 | 1966年10月1日 | 赤坂青山南町六丁目 |
| 南青山六丁目 | 1966年10月1日 | 赤坂青山南町六丁目、赤坂青山高樹町、麻布笄町                                                                               |
| 南青山七丁目 | 1966年10月1日 | 赤坂青山高樹町、麻布笄町                                                                                                   |

## 世帯数と人口

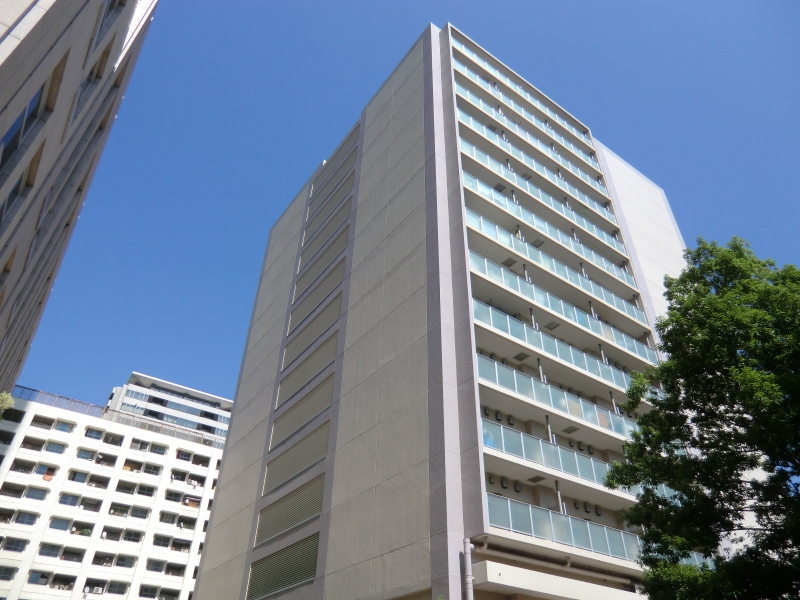
都営南青山一丁目アパート

2025年（令和7年）4月1日現在（港区発表）の世帯数と人口は以下の通りである。
| 丁目         | 世帯数    | 人口     |
| ------------ | --------- | -------- |
| 南青山一丁目 | 1,383世帯 | 2,539人  |
| 南青山二丁目 | 1,228世帯 | 2,183人  |
| 南青山三丁目 | 613世帯   | 1,082人  |
| 南青山四丁目 | 1,714世帯 | 3,330人  |
| 南青山五丁目 | 762世帯   | 1,415人  |
| 南青山六丁目 | 1,087世帯 | 1,885人  |
| 南青山七丁目 | 1,578世帯 | 2,991人  |
| 計           | 8,365世帯 | 15,425人 |

### 人口の変遷
国勢調査による人口の推移。
| 年                 | 人口   |
| ------------------ | ------ |
| 1995年（平成7年）  | 12,183 |
| 2000年（平成12年） | 12,327 |
| 2005年（平成17年） | 13,033 |
| 2010年（平成22年） | 12,100 |
| 2015年（平成27年） | 14,154 |
| 2020年（令和2年）  | 13,902 |

### 世帯数の変遷
国勢調査による世帯数の推移。
| 年                 | 世帯数 |
| ------------------ | ------ |
| 1995年（平成7年）  | 5,484  |
| 2000年（平成12年） | 5,922  |
| 2005年（平成17年） | 6,752  |
| 2010年（平成22年） | 5,964  |
| 2015年（平成27年） | 7,219  |
| 2020年（令和2年）  | 7,160  |

## 学区
区立小・中学校に通う場合、学区は以下の通りとなる（2022年4月現在）。
| 丁目         | 番地     | 小学校           | 中学校           |
| ------------ | -------- | ---------------- | ---------------- |
| 南青山一丁目 | 13～26番 | 港区立赤坂小学校 | 港区立赤坂中学校 |
| 南青山一丁目 | 1〜12番  | 港区立青山小学校 | 港区立青山中学校 |
| 南青山二丁目 | 全域     | 港区立青山小学校 | 港区立青山中学校 |
| 南青山三丁目 | 1～4番   | 港区立青山小学校 | 港区立青山中学校 |
| 南青山三丁目 | 5〜18番  | 港区立青南小学校 | 港区立青山中学校 |
| 南青山四丁目 | 10～28番 | 港区立青南小学校 | 港区立青山中学校 |
| 南青山四丁目 | 1〜9番   | 港区立青山小学校 | 港区立青山中学校 |
| 南青山五丁目 | 全域     | 港区立青南小学校 | 港区立青山中学校 |
| 南青山六丁目 | 全域     | 港区立青南小学校 | 港区立青山中学校 |
| 南青山七丁目 | 全域     | 港区立青南小学校 | 港区立青山中学校 |

## 事業所
2021年（令和3年）現在の経済センサス調査による事業所数と従業員数は以下の通りである。
| 丁目         | 事業所数    | 従業員数 |
| ------------ | ----------- | -------- |
| 南青山一丁目 | 456事業所   | 9,820人  |
| 南青山二丁目 | 1,065事業所 | 14,907人 |
| 南青山三丁目 | 543事業所   | 8,386人  |
| 南青山四丁目 | 396事業所   | 2,932人  |
| 南青山五丁目 | 860事業所   | 12,438人 |
| 南青山六丁目 | 348事業所   | 4,006人  |
| 南青山七丁目 | 170事業所   | 1,444人  |
| 計           | 3,838事業所 | 53,933人 |

### 事業者数の変遷
経済センサスによる事業所数の推移。
| 年                 | 事業者数 |
| ------------------ | -------- |
| 2016年（平成28年） | 3,132    |
| 2021年（令和3年）  | 3,838    |

### 従業員数の変遷
経済センサスによる従業員数の推移。
| 年                 | 従業員数 |
| ------------------ | -------- |
| 2016年（平成28年） | 44,500   |
| 2021年（令和3年）  | 53,933   |

## 施設

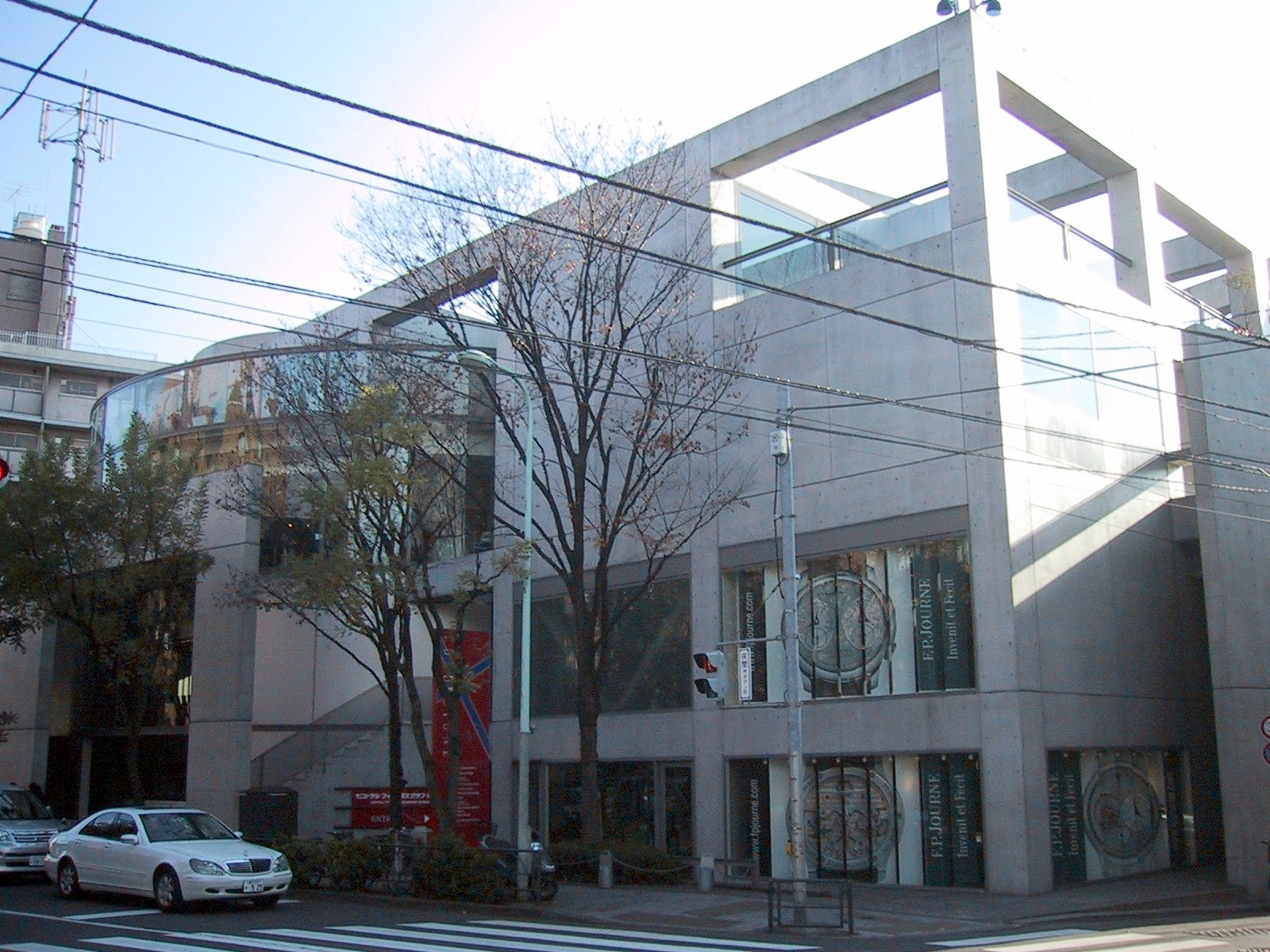
ラ コレッツィオーネ (LA COLLEZIONE)、南青山6丁目みゆき通り

### 商業施設
- 小原流会館 - 骨董通りにある。1975年竣工。
- スパイラル - 青山通りにある。
- ふくい南青山291 - 小原流会館裏手にある。
- フロム・ファーストビル (FROM 1st) - みゆき通りにある。
- ラ コレッツィオーネ (LA COLLEZIONE) - 同上
- 青山エムズタワー - 南青山3丁目交差点界隈にある。
  - 東急ステイ青山プレミア（滞在型ホテル）
  - 東急ステイ青山レジデンス（家具付き賃貸マンション）
  - パサージュ青山（商業施設）
- 新青山ビル（青山ツインビル） - 青山一丁目交差点界隈にある。

### 国際機関
- 国連難民高等弁務官駐日事務所・国連UNHCR協会
- 駐日スロベニア共和国大使館
- 駐日モロッコ王国大使館
- 駐日コンゴ民主共和国大使館

### 公共施設
- 青山公園
- 青山霊園（青山墓地）
  - 立山墓地（青山霊園立山地区）

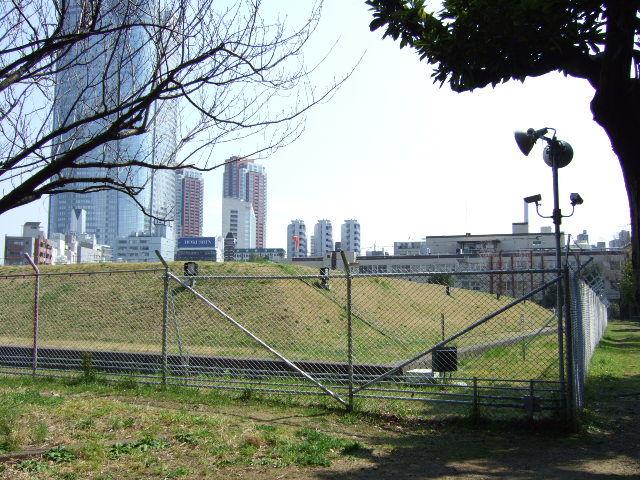
青山公園から見る在日米軍赤坂プレスセンターヘリポート、南青山1丁目

- 赤坂消防署 - 青山霊園事務所界隈にある。
  - 赤坂消防署発祥の地記念碑
- 港区立青山福祉会館いきいきプラザ - 青山霊園事務所界隈にある。
- 港区立青南福祉会館いきいきプラザ - 旧フロラシオン青山とキラー通りとの中間辺りにある。
- 港区立青山生涯学習館 - 青南小学校界隈にある。

### 教育
- 港区立青山小学校
- 港区立青南小学校
- 港区立青南幼稚園
- 港区青南保育室・第二青南保育室
- 港区立南青山保育園
- 都立青山特別支援学校

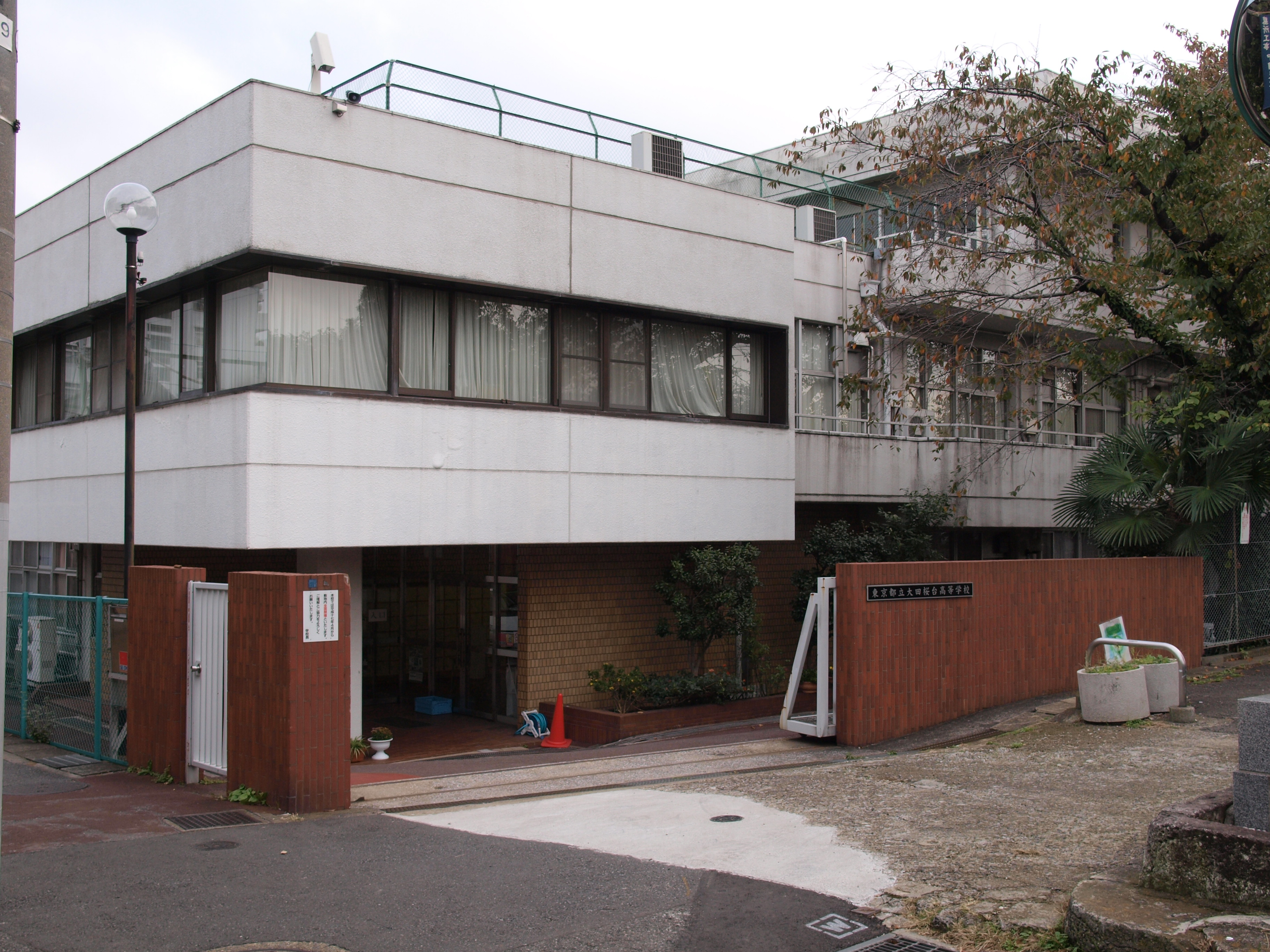
都立赤坂高校及び後継の都立大田桜台高校に用いられた校舎（現在は建て替えて都立青山特別支援学校が立地）、南青山2丁目。青山霊園管理事務所の界隈にあり、同都立支援校に隣接して、墓地茶屋ちばや、青山いきいきプラザ、赤坂消防署などがある。

  - 現校地は都立赤坂高校、同校が再編改組された都立大田桜台高校の所在地だった。
- アナハイム大学日本校
- 事業構想大学院大学

### 美術館
- 根津美術館
- 岡本太郎記念館

### 法人
- ニッカウヰスキー本社
- ジェーシービー本社
- 日本交通公社 (公益財団法人)
- 健康保険組合連合会（健保会館）
- 帝国データバンク本社
- ナビタイムジャパン本社
- 実業之日本社本社 - 2023年にゴマブックスが本社を移転し、その跡に入居。
- 日本コロムビア本社
- 一般財団法人小原流本部・ビギナーズスクール - いけばな小原流の本部等で小原流会館に入居。
- NHK文化センター本社・青山教室 - 新青山ビルに入居。
- パソナグループ・パソナ本社 - 2022年にエイベックスが本社を三田に移転し、その跡に入居。エイベックスビルに建て替える前は住友生命ビルだった。
- 流通システム開発センター - 新青山ビルに入居。
- アイプラネット本社 - 三菱電機グループの広告代理店。新青山ビルに入居。
- 宣伝会議本社
- PR TIMES
- 青二プロダクション本部
- ギャガ
- 三桂
- スペースクラフト - 地名にちなみ南青山少女歌劇団を結成していたが2001年以降活動休止。
- ボン イマージュ
- ラガルデール・アクティブ・エンタープライズ・ジャパン - 仏メディア関連日本法人。「ELLE」等の関連商品を取り扱う。
- ハースト婦人画報社 - 上記「ELLE」等を日本で発行する。
- セリーヌ日本法人本社
- プラダジャパン本社
- パンドラジュエリー日本法人本社
- コム・デ・ギャルソン本社
- コシノジュンコ本社
- JUN本社
- ユミ・カツラ本社
  - 桂由美ブライダルハウス東京本店

- パーク・コーポレーション本社

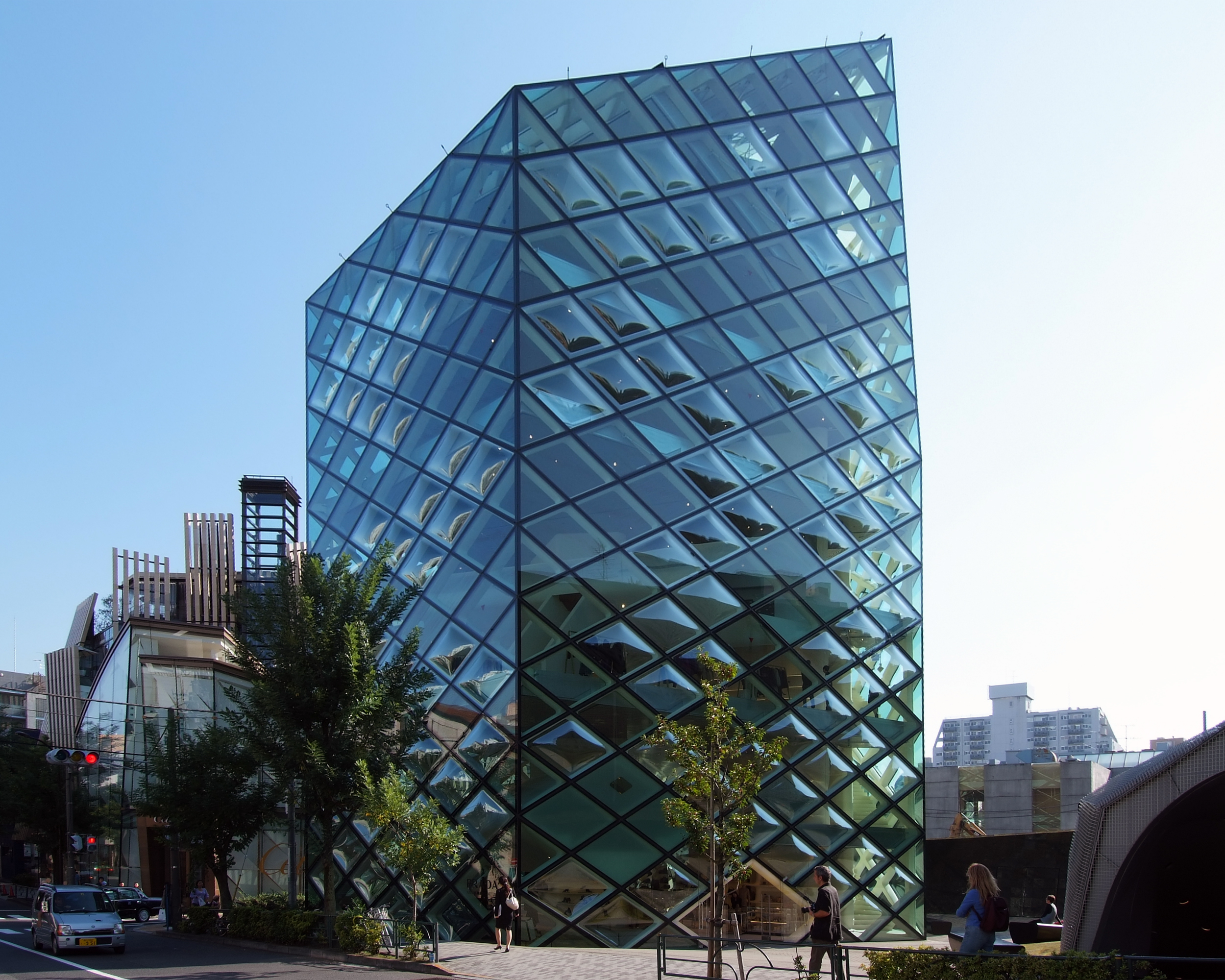
プラダ東京店、南青山5丁目みゆき通り

- リノベる本社（リノベる。東京 表参道本社ショールーム併設） - 骨董通りの中ほどにあるたつむら青山ビル[注 1] に入居。
- ユニマットホールディング
- グローバルダイニング本社
- リンツ&シュプルングリー日本法人本社 - 南青山にある。また、表参道交差点にはリンツ・ショコラカフェがあったが、2021年6月に表参道沿い（神宮前4丁目）に移転。界隈の同業他店にラ・メゾン・デュ・ショコラ、ピエール・エルメ・パリ、ラデュレ（2020年12月閉店）等、南青山5丁目交差点にかけて軒を連ねている。
- リビエラ本社 - 南青山3丁目キラー通り沿いに本社、結婚式場・スポーツジム・スパの複合商業施設リビエラ青山がある。逗子マリーナも所有。表参道界隈同様、近隣界隈にはテイクアンドギヴ・ニーズ青山迎賓館、カサ・デ・アンジェラ青山など結婚式場が多い。
- バルビゾンビル - 西麻布から広尾、白金、表参道界隈にかけてある貸しビル[注 2]。本社は南青山5丁目[17]。代表取締役の伊藤良三はコムサ・デ・モードの創業メンバーの一人。西麻布2丁目にあるブランディングやキットソンジャパン等が関連会社[18]。バルビゾンの名称はフランスの地名バルビゾンないしバルビゾン派から。

### 寺社
- 玉窓寺
- 広閑院
- 梅窓院
- 龍泉寺

### マンション
- 黒川建設のシャトー東洋南青山など南青山に多く展開する「シャトーシリーズ」や、南青山第一マンションズ（旧青山会館跡に建設）[注 3] 、その他にセントラル第一青山・セントラル第二青山などがヴィンテージマンションとして知られている。

### その他
- 児童相談所等複合施設 - 2018年、南青山5丁目の農林水産省外郭団体施設であった南青山会館跡地を購入した港区役所による同施設建設計画に対する、新興不動産開発会社グリーンシード等を中心とした同施設建設反対運動が過熱報道気味に広く報じられた[21]。
- 南青山6丁目（高樹町）の六本木通り沿いに在った井植ビルには、1970-80年代に新日本プロレスの初代本社オフィスが入居していた（現在は中野区本町に移転）。井植ビルは解体されて現存せず、跡地にはコンシェリア南青山（ないしヴィラージュ南青山）が建っている[22]。
- かつてオウム真理教の青山総本部と教団の経営するパソコンショップが南青山7丁目の、渋谷区東4丁目交差点付近にあったが解体されて現存しない。当地は村井秀夫刺殺事件の現場にもなった。

## 交通

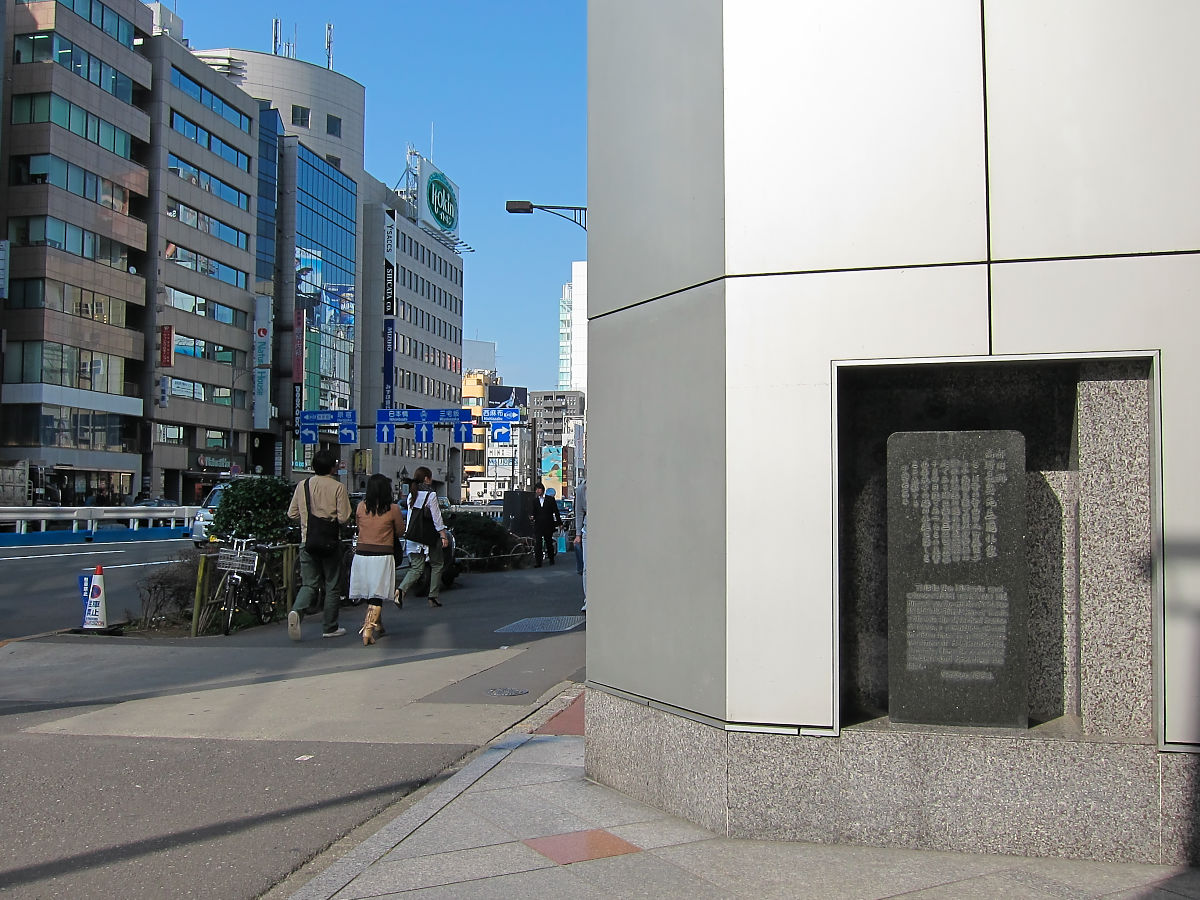
スパイラルの「高野長英先生隠れ家」記念碑。南青山5丁目青山通り、表参道交差点方向を見る

### 道路
- 高速道路
  - 首都高速3号渋谷線
- 国道
  - 国道246号（青山通り）
- 都道
  - 東京都道319号環状三号線（外苑東通り）
  - 東京都道418号北品川四谷線（外苑西通り、キラー通り）
  - 東京都道412号霞ヶ関渋谷線（六本木通り、骨董通り）
    - 骨董通りと六本木通りの交差する高樹町から先の通りは、広尾ガーデンヒルズ及び日赤病院、広尾方面に向かう日赤通り商店街になる。

  - 東京都道413号赤坂杉並線（みゆき通り、表参道通り）

### 鉄道
- 東京メトロ
  - 青山一丁目駅（銀座線・半蔵門線） - 表参道駅、外苑前駅同様に都営大江戸線の駅は北青山に所在。
  - 乃木坂駅（千代田線）

### 路線バス
- 都営バス
  - 品97系統
  - 黒77系統
- フジエクスプレス
  - 港区コミュニティバス「ちぃばす」青山ルート
  - 渋谷区コミュニティバス「ハチ公バス」神宮の杜ルート

## その他

### 日本郵便
- 郵便番号 : 107-0062[4]（集配局 : 赤坂郵便局[23]）。